# Орловка (Ульяновская область)
Орловка — посёлок в составе Большенагаткинского сельского поселения Цильнинского района Ульяновской области.

## География
Находится на расстоянии примерно 12 километров на северо-запад по прямой от районного центра села Большое Нагаткино.

## История
Посёлок основан после Октябрьской революции. В поздние советские годы работал колхоз «Рассвет», позже одноимённое ТОО.

## Население
Население составляло 260 человек в 2002 году (чуваши 99 %), 262 по переписи 2010 года.